# سانت لوسيا (موسيقي)
سانت لوسيا (بالإنجليزية: St. Lucia)‏ هو موسيقي أمريكي، ولد في عقد 1970 في جوهانسبرغ في جنوب أفريقيا.

## وصلات خارجية
- الموقع الرسمي
- سانت لوسيا على موقع IMDb (الإنجليزية)
- سانت لوسيا على موقع ميوزك برينز (الإنجليزية)
- سانت لوسيا على موقع أول ميوزيك (الإنجليزية)
- سانت لوسيا على موقع ديسكوغز (الإنجليزية)